# FM-86
El FM-86 (Férreo Mexicano 1986) es el primer modelo de tren de rodadura férrea del Metro de la Ciudad de México, diseñado y construido por Concarril (hoy Bombardier Transportation México) en México. En total son 19 trenes (en un inicio eran 40 trenes formados de seis unidades desde 1991 hasta 2016 y luego convertidos a nueve unidades en operación desde 2016), y circulan por la Línea A del Metro de la Ciudad de México.
Al comienzo los trenes tendrían un diseño similar al del TE-90, pero su diseño parecía más de tren ligero que de un tren metropolitano. Así que dicho diseño se modificó.
En los trenes férreos la alimentación es por catenaria con 750 VCD (en forma similar a los trolebuses, por medio de un cable de cobre o aluminio, soportado con aisladores) y la toma de alimentación es por medio de un mecanismo de pantógrafo, con un patín de rozamiento de carbón. Las ruedas metálicas, en acero forjado, realizan la misma función de guiado y transmiten los esfuerzos de tracción - frenado.

FM-86 antes de su reconversión a nueve carros.

Cada carro está soportado por dos carretillas tipo férreo, cada una consta de dos ejes en cuyos extremos se encuentran fijas dos ruedas metálicas, mismas que ruedan sobre rieles metálicos de tipo ferroviario, las ruedas además de soportar la carga del vehículo, sirven para el guiado de los trenes así como para su desplazamiento.
La carretilla tiene un sistema de frenos de disco en cada eje, en ambas caras del disco actúan las guarniciones de frenado del tipo semimetálico (compuesto químico), el frenado funciona a base de aire comprimido.
Este tren ha demostrado ser muy duradero, al soportar a su única línea.
Entre 2009 y 2013, debido al aumento en la demanda del servicio, se alargaron tres trenes de seis a nueve unidades.
La alimentación de los carros motrices se efectúa a través del pantógrafo (equipo montado en el techo de los carros que tiene movimiento ascendente y descendente) el cual se mantiene en contacto durante el movimiento de los trenes con el hilo de contacto de la catenaria compuesta (se trata de un sistema de alimentación, cuya función es proporcionar energía eléctrica a trenes en movimiento, se encuentra conformada por 7 hilos sujetos a péndulos y arneses que permiten su fijación a postes a lo largo de la Línea). 
A los coches con cabina de conducción FM, en el proceso de reconversión a nueve carros, pasaron a denominarse FNm dando a entender que anteriormente eran carros con cabina de conducción. 

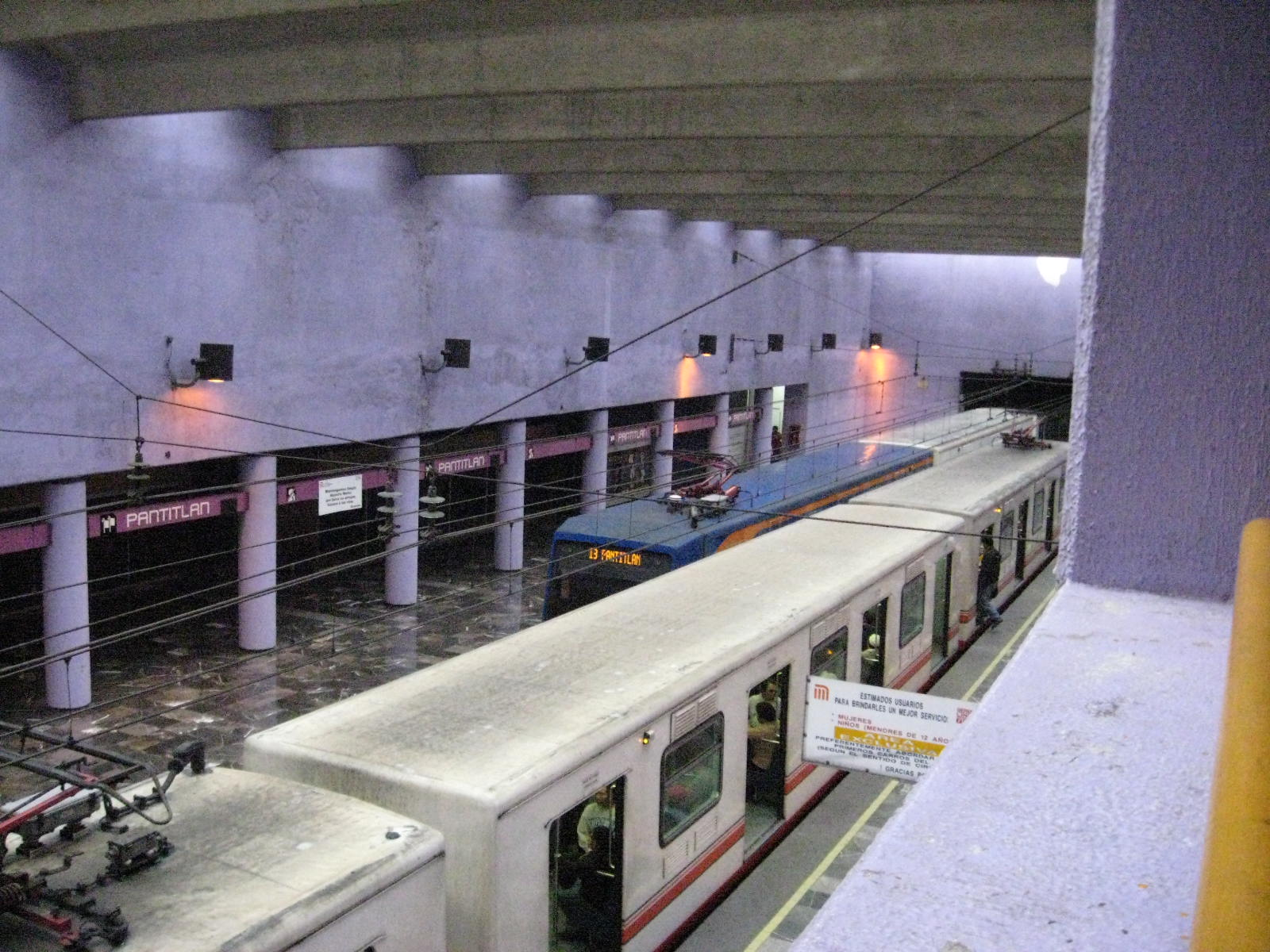
La motriz FM-0032 (andén derecho) era la única motriz con cromática de FM-95A.
Actualmente es la FNm-0032 (o FNm-1068) esto tras la reconversión a nueve carros.

La única motriz con acabado color azul y franjas naranjas similar al FM-95A es la FM-0032, actualmente FNm-0032 (o también podría ser la FNm.1068). 
Además sirvió de base para el NS-88.
FM-86 series motrices: FM.0001 al FM.0040

## Componentes

### De diseño
- Acabado exterior de color blanco, con franjas color naranja. Siendo la excepción la FM-0032.

- Acabado interior de color azul-azul crema
- Aviso de cierre de puertas sonoro
- Asientos en color azul
- Puertas de acceso eléctricas, de doble hoja de aluminio y accionamiento NE, con barras verticales de caucho entre las puertas
- Sistema de palancas de alarma en caso de peligro
- Sistema de ventilación (moto ventiladores de aluminio), exterior formado de una base de cinco aros de aluminio de color negro
- Sistema de Aviso de Cierre de Puertas con tono monofónico similar a los trenes neumáticos.

### De construcción
- Alimentación: 750 VCD
- Altura de piso: 1 140 mm
- Altura del vehículo: 3 840 mm
- Longitud de un coche FM: 17.18 metros
- Longitud de un coche FPR, FR Y FN (aplica a los carros FNm): 16.18 metros
- Ancho de vía: 1 435 mm
- Anchura exterior: 2.500 m
- Composición 1: Seis coches: FM-FR-FN-FN-FPR-FM (99.08 metros)
- Composición 2: Nueve coches: FM-FR-FN-FN-FPR-FN-FN-FR-FM (147.62 metros)
- Composición 3: Nueve coches: FM-FR-FN-FN-FPR-FNm-FNm-FR-FM (147.62 metros) esta configuración solo es aplicable a ciertas motrices

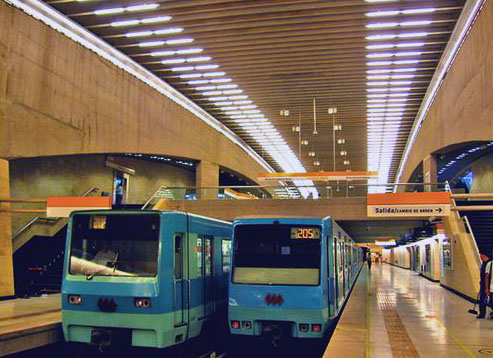
NS-74 y NS-88.

- Donde: FM (carro motriz con cabina de conducción).

- FR (carro remolque).

- FN(carro motriz sin cabina de conducción).

- FPR (carro con el sistema de pilotaje automático).

- FNm (carro motriz con cabina de conducción retirada)
- Capacidad: 3 400 kW
- Total plazas: 1 471
- Velocidad máxima: 70 km/h
- Velocidad máxima de servicio: 60 km/h

## Líneas asignadas
- Línea  (Desde 1991)